# البدون في السعودية
القبائل النازحة في السعودية أو البدون كما يسميهم البعض هم فئة من المجتمع يسكنون في المملكة العربية السعودية ولم يحصلو على الجنسية السعودية، وتعتبر قضيتهم إنسانية لما يمرون به. وهم من البدو الرُحَّل كانوا ينتقلون إلى الدول العربية المجاورة بسبب أنهم أصحاب أغنام وإبل فكانوا يذهبون وراء المراعي الخصبة والماء الوفير ويتمركزون في جنوب المملكة وشمالها ويتوزعون في بعض مدن المملكة الأُخرى. وتنسب لهم كلمة البدون لعدم حصولهم على الجنسية السعودية.

## أقسامهم
هناك عدة أقسام تندرج تحت هذه الفئة:
1. القبائل النازحة: وهم من قبائل عنزة وشمر وبني خالد والأساعدة من عتيبة وهم ينتشرون شمال المملكة.[3] بالإضافة لحلفاء القبائل الثلاثة عنزة وشمر وبني خالد وهم ينتشرون شمال المملكة. هُم مجموعات من قبائل عربية من البدو الرحّل يعيشون بين الحدود السعودية والعراقية والكويتية والسورية والأردنية وبدأت معاناتهم عند وضع الحدود السياسية بين دول المنطقة.[4]
2. قبائل الجنوب: وهم قبائل جنوب الجزيرة العربية من البدو الرحل النازحة من جنوب المملكة. ومن هذه القبائل آل كثير والمصعبين وبعض قبائل العوالق والنسيين وخليفة والكرب وهمام وبالحارث والبعض من قبائل قحطان وهمدان.
3. البدون: وهم ينقسمون إلى ثلاث أقسام:

- القسم الأول : بلوش البريمي وهم سكان منطقة البريمي الحدودية بين المملكة العربية السعودية وعمان .
- القسم الثاني : الجاليات الإسلامية من آسيا التي استوطنت مكة المكرمة والمدينة المنورة والطائف وجدة كالبخارية، والتركستان، والبرماوية والإندونيسية.
- القسم الثالث : الجاليات العربية والإفريقية التي استوطنت بعد أداء العمرة والحج.

هناك من البدون من ينتمون إلى دول أخرى، لكنهم أخفوا كل الوثائق القانونية طمعاً في نيل الجنسية السعودية، خاصة أن كثيراً منهم وُلد وترعرع في السعودية.

## أعداد البدون
تغيب الإحصاءات الرسمية الدقيقة عن عدد البدون في السعودية، تقول بعض التقارير أن عددهم يبلغ 70 ألف أو يزيد، بينما يرى البعض الآخر أن العدد أقل من ذلك بكثير، ويستند في ذلك إلى عدد القضايا المرفوعة إلى جمعية حقوق الإنسان والتي وصلت إلى 2.847 قضية. قسمت الجمعية البدون إلى خمس فئات، تصدرت قضية المطالبة بالأوراق الثبوتية، ملف القضايا الأعلى عدداً في الجمعية، وبحسب مصدر مطلع في الجمعية الوطنية لحقوق الإنسان فإن السلطات السعودية لم تتمكن من حصر أعداد البدون الموجودين على أراضيها، واصفاً ملف البدون بالمعقد وأحد الملفات المهمة، أن وزارة الداخلية لا تملك إحصاءات لأعداد البدون في السعودية، إذ لم يتم حصرهم إلا من خلال القضايا التي تصل إلى جمعية حقوق الإنسان، والتي لم تتجاوز في مجملها 2.847 قضية منذ 2004م حتى 2014م، وأن قضية المطالبة بالأوراق الثبوتية تصدرت قضايا البدون التي تلقتها الجمعية وبلغ عددها 1.356 قضية، يليها طلب الجنسية بعدد 1.207 قضايا، وأخيراً قضية استرداد الجنسية بعدد 284 قضية. البدون يصنفون إلى خمس فئات:
- الفئة الأولى: هناك أفراد سحبت منهم هوياتهم نتيجة بلاغات تفيد بعدم نظامية حصولهم على الهوية الوطنية الرسمية، على رغم أنهم غالباً يملكون أوراقاً تثبت أنهم سعوديو الأصل والمولد والمنشأ في ظل شهادة شيوخ قبائلهم بأنهم من أصول سعودية.
- الفئة الثانية: تتمثل في أشخاص سحبت هوياتهم ولم ترد لهم عند تقدمهم إلى اللجنة المركزية لحفائظ النفوس لتصحيح بيانات هوياتهم، لأسباب قيل إنها تعود لعدم ثبوت انتمائهم القبلي السعودي، لاسيما أنهم يملكون وثائق تفيد بانتمائهم إلى إحدى قبائل السعودية.
- الفئة الثالثة: هم الحلفاء الذين صدرت لهم بطاقة الخمسة أعوام ولم يمنحوا الجنسية على رغم وجود القرار الملكي الصادر عام 2001، والقاضي بمنح الجنسية السعودية لكل من يحمل بطاقة الخمسة أعوام وأسرته وهو ينتمي إلى إحدى القبائل السعودية.
- الفئة الرابعة: التي قدمت للسعودية للحج أو العمرة أو عبر الحدود من الدول العربية ومكثوا بطرق غير نظامية ويحملون الجنسية الأم لبلادهم ولكنهم يخفونها للحيلولة دون ترحيلهم إلى بلدانهم
- الفئة الخامسة: متمثلة في من صدرت لهم موافقة للحصول على بطاقات الهوية الوطنية وينتظرون انتهاء الإجراءات من ناحية إدارية ولم تنتهِ بعد، ونتج منها وجود عدد كبير من الأشخاص الذين لا يملكون هوية وطنية أو إثباتات شخصية أو أوراق ثبوتية الأمر الذي تسبب في سلبهم للعديد من الحقوق.

## حقوق الإنسان
مشكلة البدون في المملكة العربية السعودية من المشاكل القديمة منذ أكثر من 60 عاماَ، كما أنها مشكلة تراكمية، وبعض الأشخاص يأتون من الدول الحدودية المجاورة ويتخلصون من الوثائق الرسمية التي بحوزتهم، مدعين أنهم من فئة البدون، رغم أنهم لا ينتمون إلى القبائل النازحة، ما عقد إجراءات البدون المستحقين، كما أن البدون يتواجد معظمهم في المناطق الشمالية، خاصة في المدن الحدودية القريبة من الكويت، وأنه على الرغم من كثرة أعدادهم إلا أنهم محرمون من ممارسة حياتهم الطبيعة، لذلك بدأت الدولة في صرف بطاقات لهذه الفئة على مراحل حتى تضمن اندماجهم في المجتمع، وسنوياَ تمنح الدولة بطاقات لهؤلاء الأشخاص لكي يثبتوا أنهم من القبائل النازحة، ليستطيعوا ممارسة حياتهم، في الوقت الذي وضعت وزارة الداخلية عدة بنود للجنسية السعودية يجب توافرها في الشخص الذي يتقدم لطلبها. وفي عام 2014م أصدرت المديرية العامة للجوازات السعودية بطاقات خاصة للقبائل النازحة البدون في أطراف مناطق المملكة تسهِّل إجراءاتهم بصفة رسمية، تشبه الإقامات المخصصة للوافدين، ولها مزايا تجعل صاحبها يعامل معاملة السعوديين.